# حوزه انتخابیه سوم کالیفرنیا
حوزه انتخابیه سوم کالیفرنیا یک حوزه انتخابیه مجلس نمایندگان آمریکا است که در ایالت کالیفرنیا قرار دارد.